# Conférence d'Alger
 (février 2024).
Si vous disposez d'ouvrages ou d'articles de référence ou si vous connaissez des sites web de qualité traitant du thème abordé ici, merci de compléter l'article en donnant les références utiles à sa vérifiabilité et en les liant à la section « Notes et références ».
La conférence d'Alger  ou « IVe Conférence des chefs d’État et de gouvernement des pays non-alignés », se tient du 5 au 9 septembre 1973. La conférence réunit alors 75 États et organisations internationales. Après cette conférence, les non-alignés choisissent définitivement de privilégier les questions de développement plutôt que la recherche d’une reconnaissance sur la scène politique internationale. Selon les participants, l’objectif d’une décolonisation économique ne peut être atteint que par l’action concertée et l’aide mutuelle entre pays producteurs de matières premières. Une telle analyse débouche, entre autres, sur la décision des pays de l’OPEP d’augmenter en 1973 le prix du pétrole, véritable arme économique contre les pays riches, ou sur la signature d’accords de coopération économique entre la CEE et les pays Afrique Caraïbes Pacifique, dits pays ACP (Convention de Lomé, 1975).